# Международно бюро за мерки и теглилки
Международното бюро за мерки и теглилки (Bureau International des Poids et Mesures, BIPM) е стандартизационна организация, една от трите организации, създадени да поддържат системата SI по силата на Конвенцията за метъра (Metre Convention).
Намира се в предградието на Париж Севър, Франция, където се ползва с извънтериториален статус.
Съгласно нейния официален сайт:
Задачата на Международното бюро за мерки и теглилки е да осигурява на всички страни по света информация за измерванията и тяхната проследимост съгласно Международната система единици (SI). Тя извършва тази дейност по силата на Конвенцията за метъра, която е едно дипломатическо споразумение между 51 държави. BIPM действа чрез редица консултативни комитети, членове на които са националните метрологични центрове и лаборатории на държавите членки на Конвенцията, както и чрез собствени лаборатории.
BIPM провежда научни изследвания, свързани с измерванията. Тя взема участие в (а също и организира) международни сравнения на националните еталони на страните, както и калибрирането им за членовете на организацията.
Другите две организации са:
- Генерална конференция по мерки и теглилки (Conférence Générale des Poids et Mesures, CGPM)
- Международен комитет по мерки и теглилки (Comité International des Poids et Mesures, CIPM)

В България Националният център по метрология (НЦМ) е част от Българския институт по метрология (БИМ).